# جو باركسديل
جو باركسديل (بالإنجليزية: Joe Barksdale)‏ هو لاعب كرة قدم أمريكية أمريكي، ولد في 4 يناير 1989 في ديترويت في الولايات المتحدة.

## وصلات خارجية
- جو باركسديل على موقع مرجع كرة القدم المحترفة.كوم (الإنجليزية)